# Кулон (прикраса)

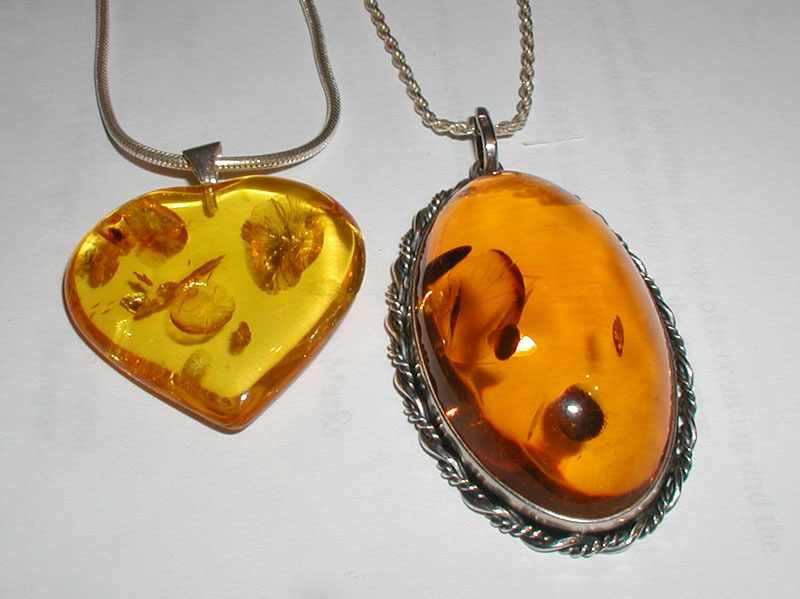
Кулон з бурштином

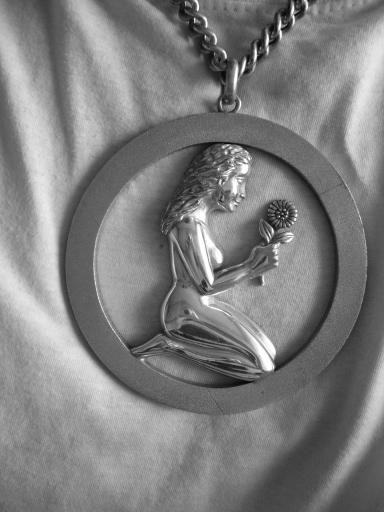

Кулон — ювелірна прикраса з дорогоцінного каменю чи іншого матеріалу на ланцюжку чи на шнурку, яку носять на шиї. Різновид підвіски.
Поширений з часів палеоліту, а в багатьох народів світу — одна з давніх прикрас (через простоту виготовлення й зручність носіння). Перші кулони робили з дерева, каміння та кісток (ікл, кігтів) тварин, раковин молюсків.